# Repues franches
Les repues franches (traduction mot à mot : « repas gratuit ») étaient des banquets offerts par des seigneurs ou des notables lors d'événements importants (noces, naissances, deuils) et durant les jours de foire, où les ménestrels devaient jouer des tours insolents voire obscènes.